# ژئود

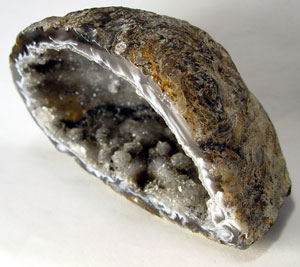
ژئود، نیمه‌شده و صیقل‌خورده.

ژئود یا پوک‌سنگ یا زمینسان به ساختارهای رسوبی ثانویه گفته می‌شود که در رسوبات و برخی صخره‌های آتشفشانی یافت می‌شوند.
ژئودها توده‌های مستقل و مجزایی از کانی‌ها با شکل‌های متفاوتند، اما عموماً کروی یا بیضوی شکل هستند.
ژئودها بر اثر رشد رو به داخل بلورهای کانی روی دیوارهٔ حفرات موجود در سنگ‌ها به وجود می‌آیند و معمولاً توخالی‌اند، اما در صورتی که فرایند رشد رو به داخل بلورها تا به آخر ادامه یابد، ممکن است موجب پرشدن تمامی فضاهای ژئودها شود. این الگوی رشد، ژئودها را از گره‌ها یا کنکرسیون‌ها که حاصل رشد بلورها حول یک هستهٔ مرکزی و از داخل به خارج هستند، متمایز می‌سازد.
ژئودها دارای یک پوستهٔ سیلیسی یا آهکی نسبتاً سخت هستند که در مقایسه با سنگ میزبان، از مقاومت بیش‌تری در مقابل هوازدگی برخوردار است؛به نحوی که تودهٔ کانی بر اثر هوازدگی به صورت یک شیء مجزا، یعنی ژئود، از سنگ میزبان آزاد می‌شود.
یکی از فراوان‌ترین کانی‌های موجود در ژئودها کوارتز است، که عموماً به رنگ سفید شیری است، اما برخی اوقات بلورهای شفافی نیز در میان آن‌ها به چشم می‌خورد. سایه‌های رنگی متنوعی که در بلورهای کوارتز مشاهده می‌شوند، مربوط به رفتار متنوع ترکیبات آهن موجود در بلورهای کوارتز، تحت شرایط اکسایش است.